# Freya Stark

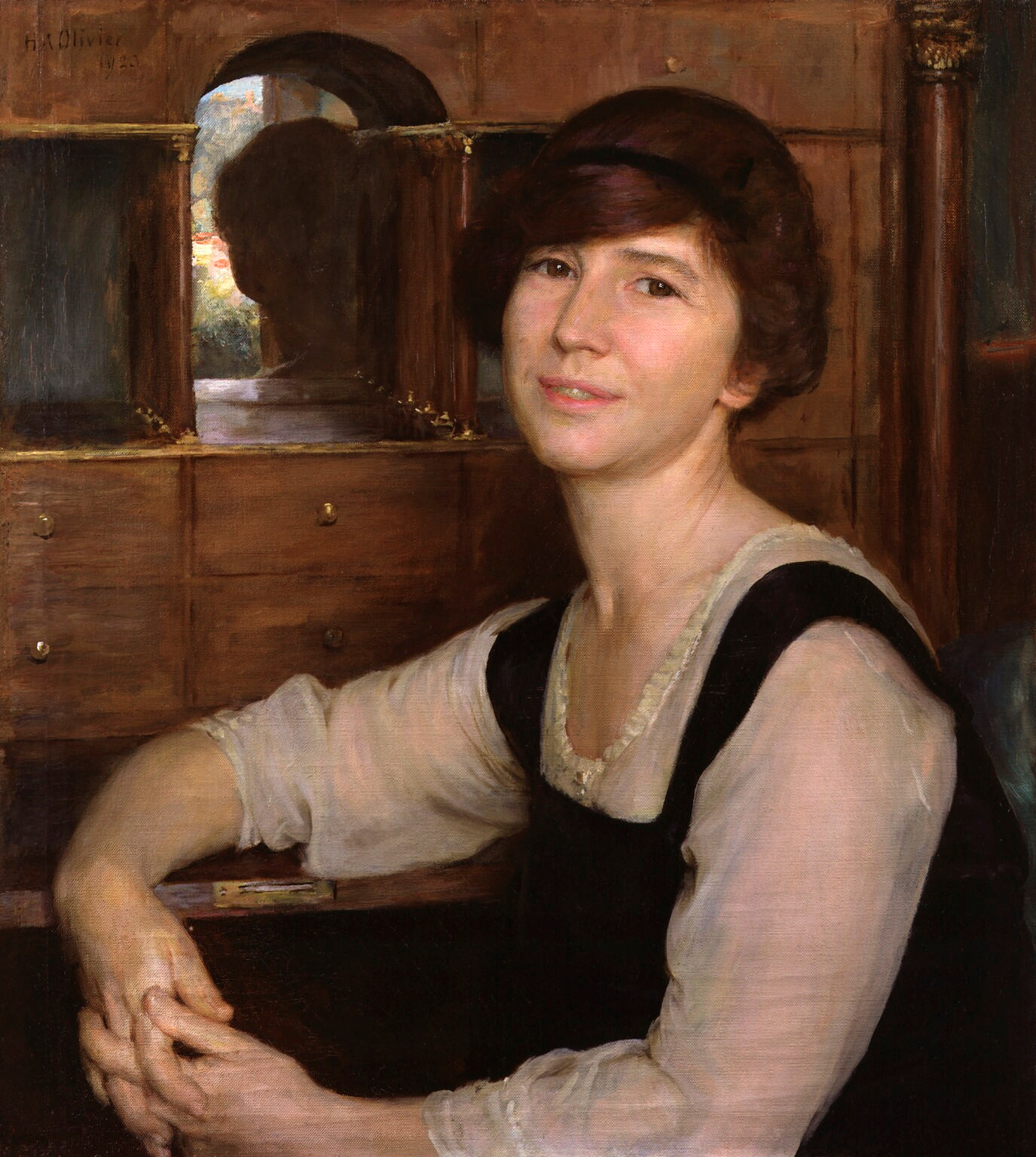
Portret van Dame Freya Stark (1923) door Herbert Arnould Olivier

Freya Stark (Parijs, 31 januari 1893 – Asolo, 9 mei 1993) was een Brits ontdekkingsreizigster en schrijfster.

## Biografie
Stark werd in 1893 geboren in Parijs. Haar ouders waren bevriend met Barrett Browning. Ze woonde in haar jeugd in een van zijn huizen in Asolo. Op jonge leeftijd raakte ze gefascineerd door het Midden-Oosten. Ze studeerde geschiedenis aan de Universiteit van Londen. In de Eerste Wereldoorlog was ze vrijwillig verpleegster. In 1927 vertrok ze naar het Oosten. Ze reisde door onherbergzame streken van Iran en beschreef in een van haar eerste boeken het leefgebied van de Assassijnen. Andere streken die ze bezocht waren de Hadramaut en Afghanistan. Stark was in 1947 gehuwd met de geschiedkundige Stewart Perowne (1901-1989). Sinds 1952 leefden ze gescheiden. Het paar had geen kinderen. In 1988 schreef ze haar laatste boek. Stark overleed in 1993 te Asolo.

## Beknopte bibliografie
- Baghdad Sketches, 1932
- The Valleys of the Assassins and Other Persian Travels, 1934
- Seen in the Hadhramaut, 1938
- Letters from Syria, 1942
- Over the Rim of the World: selected letters, 1988